# مشتق ضمنی
وقتی معادله‌ای بر حسب y و y، x را به عنوان تابعی مشتق پذیر از x تعریف کند، حتی در مواردی که نتوان y را از معادله بدست آورد، اغلب می‌توان با استفاده از قواعد مشتق‌گیری dy/dx را محاسبه کرد. در این مقاله، نحوه این عمل را نشان می‌دهیم و به اختصار به ایده نهفته در پس این روش اشاره می‌کنیم، سپس از این روش استفاده می‌کنیم و نشان می‌دهیم که قاعده توان علاوه بر نماهای صحیح برای نماهای کسری هم برقرار است. معادله x = y۲ رادر نظر بگیرید همانطور که مشاهده می‌شود معادله مذکور دو تابع مشتق‌پذیر از x را تعریف می‌کند، یکی y = √x دیگری y = -√x. برای محاسبه dy/dx به‌طور ساده از دو طرف x = y۲ نسبت به x مشتق می‌گیریم و y را به عنوان یک تابع، هر چند نامشخص، مشتق‌پذیر از x تلقی می‌کنیم. با انجام این عمل داریم:
۲ydy/dx = ۱ و سپس dy/dx = ۱/۲y

## تابعیت ضمنی
بیشتر معادلات، معادلاتی دارند که y را به‌طور صریح بر حسب x بیان می‌کند. اما غالبا به معادلاتی بر می‌خوریم که y را به‌طور صریح بر حسب x به دست نمی‌دهند. در عین حال، هر یک از این معادلات رابطه‌ای بین y و x تعریف می‌کنند. وقتی عدد معینی از دامنه مناسبی به جای x قرار گیرد، معادله حاصل یک یا چند مقدار برای y بدست می‌دهد. می‌توان جفتهای y و x حاصل را در صفحه مشخص و نمودار معادله را رسم کرد. نمودار معادله دلخواهی چون f(x,y) = ۰ برحسب x و y ممکن است نمودار تابعی مانند (y = f(x نباشد، زیرا شاید برخی از خطوط قائم آن را بیش از یک بار قطع کنند. با وجود این بخشهای مختلفی از خم f(x,y) = ۰ می‌توانند نمودار تابعی از x باشند.
نمودار x۲+y۲-۱ = ۰ دایره x۲+y۲ = ۱ است کل این دایره نمودار هیچ تابعی از x نیست به ازای هر x واقع در بازه (۱و۱-)، دو مقدار y بدست می‌آیند:
y = √۱-x۲ و y = - √۱-x۲
با وجود این نیم دایره‌های بالایی و پایینی نمودار توابع f(x) = √۱-x۲ و g(x) = -√۱-x۲ هستند. هرگاه x بین ۱ و -۱ باشد، جفتهای (x,√۱-x۲) و (x,-√۱-x
۲) در معادله x۲ + y۲ = ۱ صدق می‌کنند. همانطور که مشاهده می‌شود توابع g و f به ازای x بین ۱ و -۱ مشتق پذیر نیز هستند، چون نمودارهای آن‌ها در x=±۱ مماس قائم دارند، این توابع در این نقاط مشتق پذیر نیستند.

## یک سؤال راهگشا برای درک مشتق‌گیری ضمنی
چه موقع می‌توان انتظار داشت که توابع مختلف (y=f(x که با رابطه f(x,y)=۰ تعریف می‌شوند مشتق‌پذیر باشند؟
- پاسخ: هنگامی که نمودار رابطه به اندازه کافی هموار باشد تا در هر نقطه آن خطی مماس وجود داشته باشد، از جمله این موارد وقتی است که فرمول F ترکیبی جبری از توانهای y,x باشد. برای محاسبه مشتق توابعی که به‌طور ضمنی تعریف می‌شوند، Y را به عنوان تابعی هر چند ناشناخته، مشتق پذیر از x در نظر می‌گیریم و از دو طرف معادله نسبت به x مشتق می‌گیریم. این روش را مشتق‌گیری ضمنی می‌نامند.

## کاربردها
- مشتق‌گیری ضمنی، مشتق از مراتب بالا را هم بدست می‌دهد.
- کاربرد برای پیدا کردن خط مماس: همانگونه که قبلاً دیدیم مشتق‌گیری ضمنی معمولاً dy/dx را بر حسب هم x و هم y بیان می‌کند. در این گونه موارد برای محاسبه شیب خم در نقطه معلومی چون (x۱,y۱)، باید در عبارت نهایی dy/dx مقادیرx۱وy۱را قرار دهیم.
- کاربرد در پیدا کردن خطهای قائم بر خم: در قانونی که چگونگی تغییر جهت نوری را که از سطح یک عدسی می‌گذرد توصیف می‌کند، زاویه‌های مهم زوایایی هستند که نور در نقطه ورود با خط عمود بر سطح می‌سازد. این خط را خط قائم در نقط ورود می‌نامند. در حساب دیفرانسیل و انتگرال، بنا به تعریف خط قائم بر یک خم مشتق‌پذیر در نقطه‌ای چون P صرفنظر از اینکه خم، نمایش سطح چه چیزی باشد، خط عمود بر مماس بر خم در P است.
- با استفاده از مشتق‌گیری ضمنی می‌توانیم قاعده توان را تعمیم دهیم تا نماهای کسری را هم شامل شود.

## منبع
دانشنامه رشد